# Acid Eaters
Acid Eaters je album od američkog punk rock sastava Ramones, koji izlazi u prosincu 1993.g.
Album Acid Eaters, koji najavljuje kraj Ramonesov glazbene karijere, razlikuje se od njihovih prethodnih izdanja po tome što se u cijelosti sastoji od cover skladbi. Drugačiji od ostalih punk sastava u to vrijeme, poput podjednako popularnih Sex Pistolsa i Blondia, Ramonesi obuhvaćaju jedan dio glazbe iz njihovog djetinjstva koja se dobro uklopila u njihov jedinstveni zvuk. Acid Eaters sastoji se od Ramonesovi glazbenih favorita iz '60-ih i vrlo utjecajnih ranih sastava poput Beach Boys, The Who i The Rolling Stones.

## Popis pjesama
1. "Journey to the Center of the Mind" (Ted Nugent/Steve Farmer) – 2:52  (Originalno od Amboy Dukes)
2. "Substitute" (Pete Townshend) – 3:15 (Originalno od The Who)
3. "Out of Time" (Mick Jagger/Keith Richards) – 2:41 (Originalno od The Rolling Stones)
4. "The Shape of Things to Come" (Barry Mann/Cynthia Weil) – 1:46 (Originalno od Max Frost i the Troopers)
5. "Somebody to Love" (Darby Slick) – 2:31 (Originalno od The Great Society)
6. "When I Was Young" (Eric Burdon/John Weider/Victor Briggs/Daniel McCulloch/Barry Jenkins) – 3:16 (Originalno od The Animals)
7. "7 and 7 Is" (Arthur Lee) – 1:50 (Originalno od Love)
8. "My Back Pages" (Bob Dylan) – 2:27 (Originalno od Bob Dylan)
9. "Can't Seem to Make You Mine" (Sky Saxon) – 2:42 (Originalno od The Seeds)
10. "Have You Ever Seen the Rain?" (John Fogerty) – 2:22 (Originalno od Creedence Clearwater Revival)
11. "I Can't Control Myself" (Reg Presley) – 2:55 (Originalno od The Troggs)
12. "Surf City" (Brian Wilson/Jan Berry) – 2:26 (Originalno od Jan and Dean)

### Bonus pjesme
1. "Surfin' Safari" (Mike Love / Brian Wilson) (bonus skladba u Japanu) – 1:47 (Originalno od The Beach Boys)

## Produkcija
- Producent - Scott Hackwith
- Izvršni producent - Gary Kurfirst
- Klavijature - Joe MacGinty

## Vanjske poveznice
- discogs.com - Ramones - Acid Eaters